# PC Engine GameBox
『PC Engine GameBox』（ピーシーエンジン ゲームボックス）とは、2010年12月20日にハドソンから発売されたiOS用ソフト。対応機種はiPhone 3GS以降、iPod touch第3世代以降、iPad。

## 概要
過去にPCエンジンで発売されたゲームソフトが収録されている。エミュレータによるプレイで、仮想パッドによる操作。
アプリ本体および『パワースポーツ』は無料で、その他のゲームはアドオン購入（各350円）となるが、日替わりの「PickUpゲーム」で10分間の無料プレイが可能。

## 収録作品
- パワースポーツ
- グラディウス
- 沙羅曼蛇
- R-TYPE
- PC原人
- ボンバーマン'94
- 高橋名人の新冒険島
- ビジランテ
- 最後の忍道
- ネクタリス
- ビクトリーラン
- ソルジャーブレイド
- 邪聖剣ネクロマンサー
- ダンジョンエクスプローラー
- パワーリーグ
- THE 功夫

2011年2月14日追加
- PC原人2
- 改造町人シュビビンマン
- ダブルダンジョン
- 出たな!!ツインビー
- 弁慶外伝

2011年5月9日追加
- PC原人3
- デビルクラッシュ
- 熱血高校ドッジボール部 PC番外編
- ブレイクイン
- イメージファイト

2011年5月31日追加
- 雷電
- 改造町人シュビビンマン2 -新たなる敵-
- モトローダー
- アウトライブ
- アドベンチャーアイランド